# عيد مرازيق
عيد مرازيق
لاعب كرة قدم مصري سابق والمدير الفني الحالي لنادي العبور، نجح في قيادة نادي البنك الأهلي للصعود للدوري الممتاز للموسم 2020/2021، بعد تصدر المجموعة الأولى «الصعيد» في الجولة الأخيرة لمسابقة القسم الثاني وقاد الفريق من القسم الثالث إلى الثاني، ثم تحقيق الإنجاز الكبير ليسجل مشاركة تاريخية للفريق في منافسات الدوري الممتاز. 

## عيد مرازيق
عيد مرازيق المدير الفنى لنادي البنك الأهلي ونجح مرازيق في قيادة كتيبة البنك الأهلي لدورى الأضواء والشهرة للمرة الأولى في تاريخ النادى بعد موسم واحد من وجود الفريق بالقسم الثانى «الممتاز ب».

## مرازيق تخصص صعود
وحقق عيد مرازيق إنجاز الصعود من الدرجة الثالثة للقسم الثانى " الممتاز ب، ثلاث مرات مع ثلاث أندية بعدما قاد كلا من البلاستيك وكوكاكولا والبنك الأهلي للتأهل من القسم الثالث للثانى في إنجاز كبير خلال السنوات القليلة الماضية.

## علامة فارقة مع البنك الأهلي
ويحسب لمرازيق قيادته لفريق البنك الأهلي في موسمين فقط للتأهل من القسم الثالث للثانى ثم التأهل من القسم الثانى للدورى الممتاز.

## مشواره كلاعب
لعب عيد مرازيق لأندية طلائع الجيش والشرطة وطلعت حرب والبلاستيك وخاض تحربة الاحتراف في لبنان والإمارات قبل الاتجاه للعمل التدريبى مع ناديه البلاستيك والذى شهد أولى نجاحاته بالتأهل للقسم الثانى وإعادة الفريق للممتازب بعد غياب سنوات ثم إنجاز قيادة كوكاكولا لأول مرة للقسم الثانى وبعده إعادة البنك الأهلي للقسم الثانى ثم قيادته الفريق لدورى الأضواء والشهرة. 